# Ahr (wijnstreek)

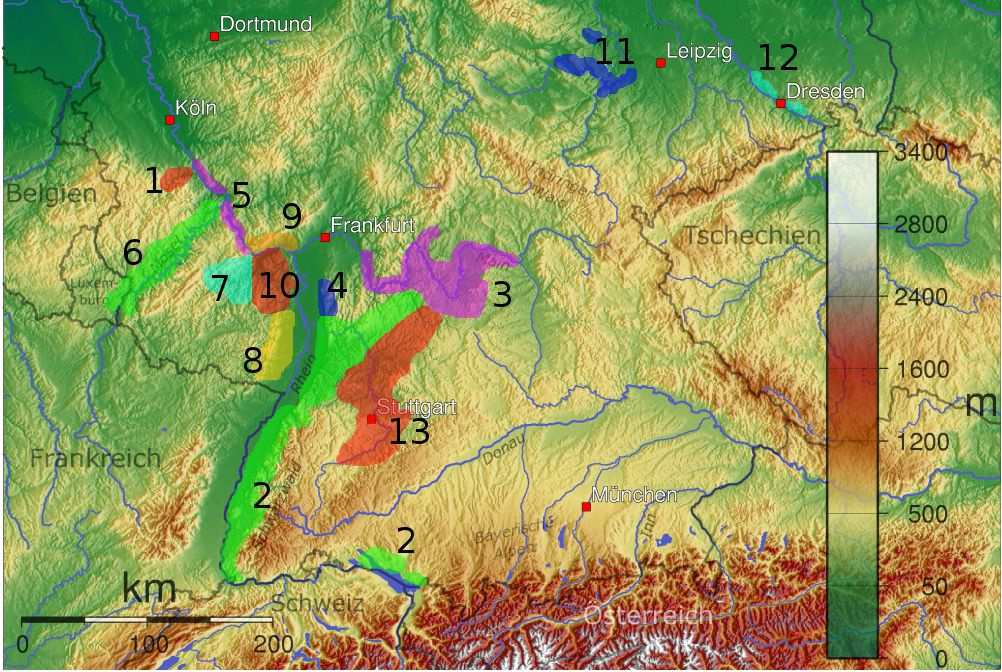
De wijnstreek Ahr is nummer 1 op de kaart.

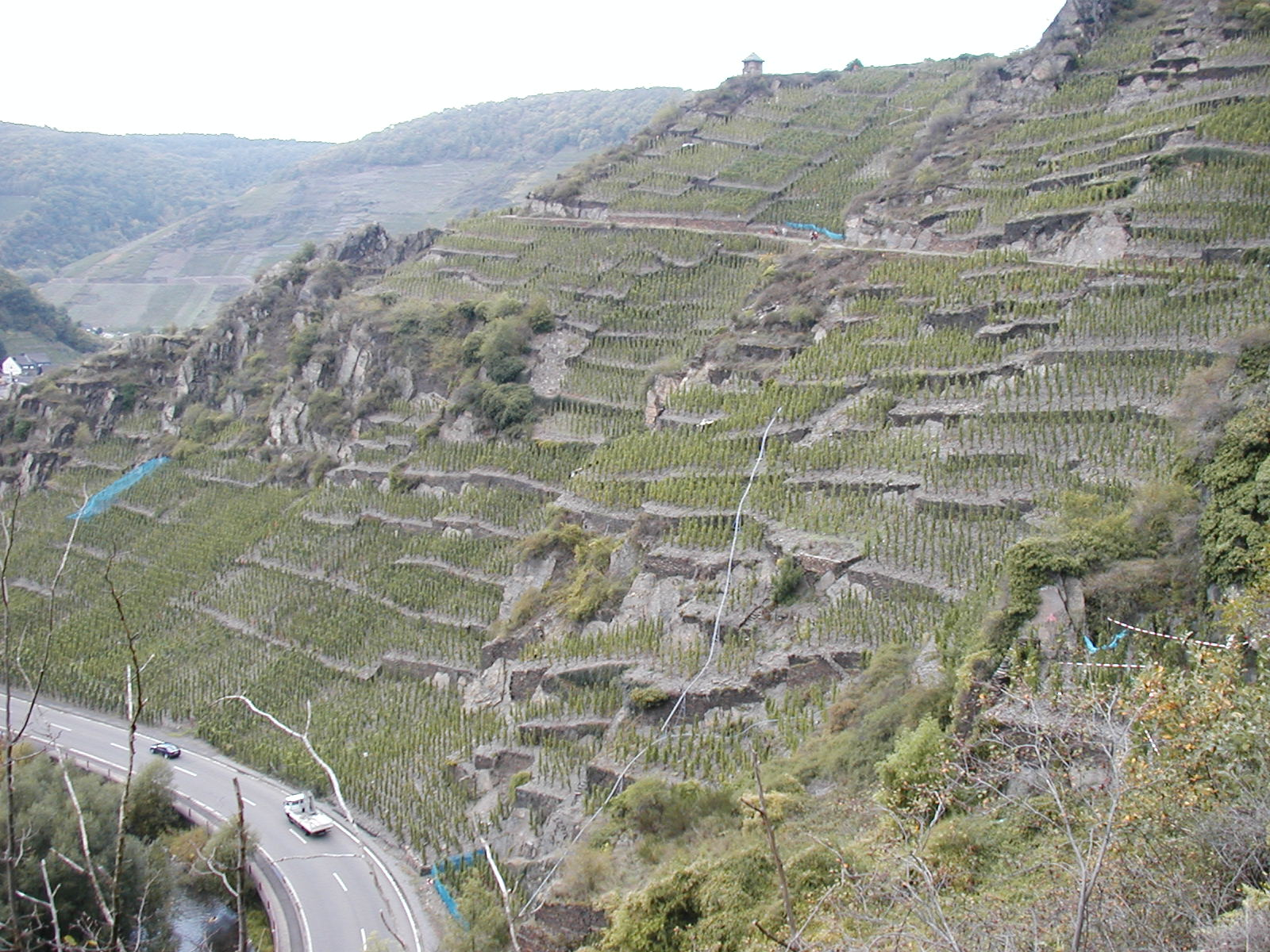
Wijnbouw in Mayschoß.

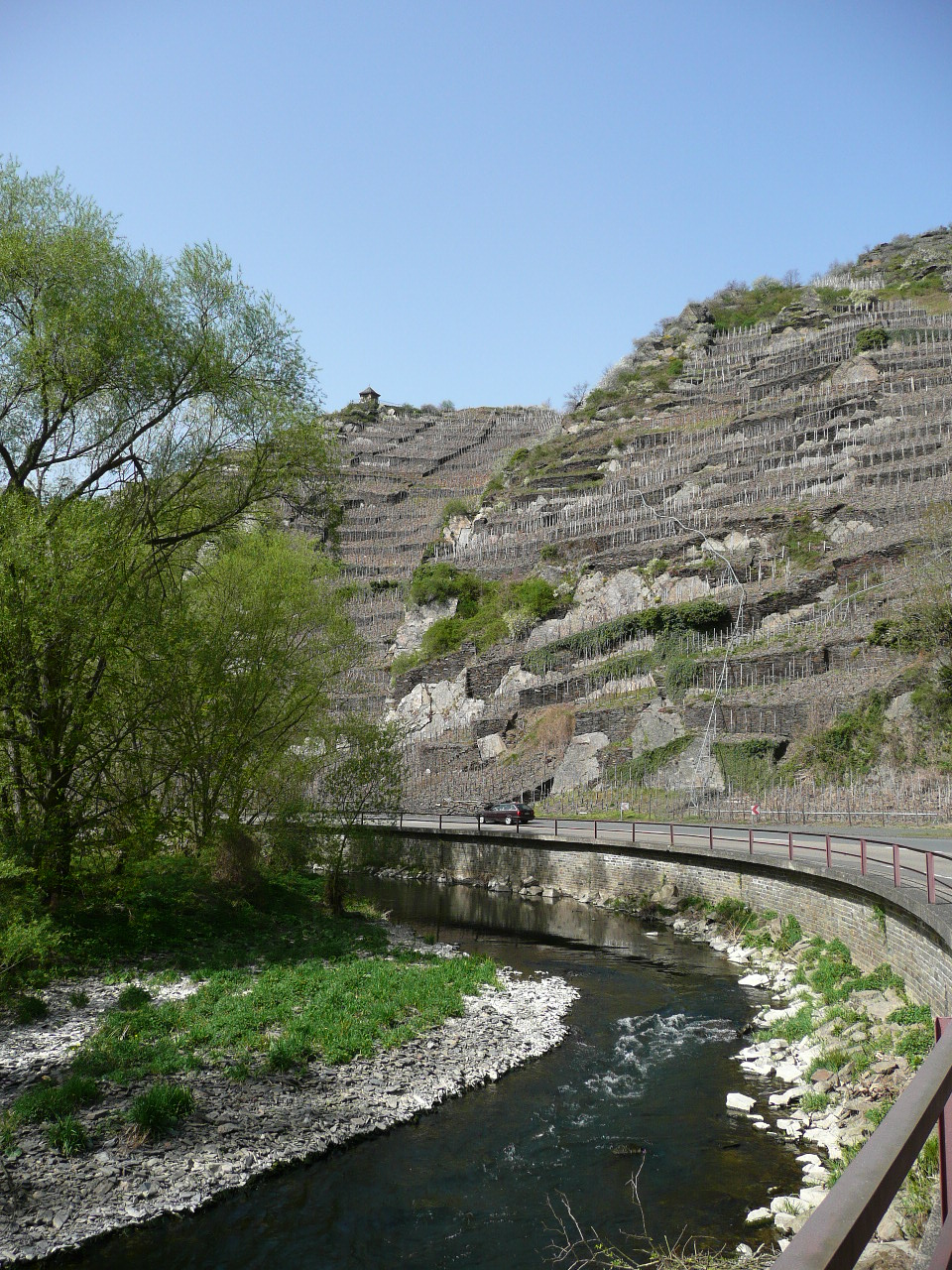
Het typische meanderen van de Ahr door het Grondgebergte.

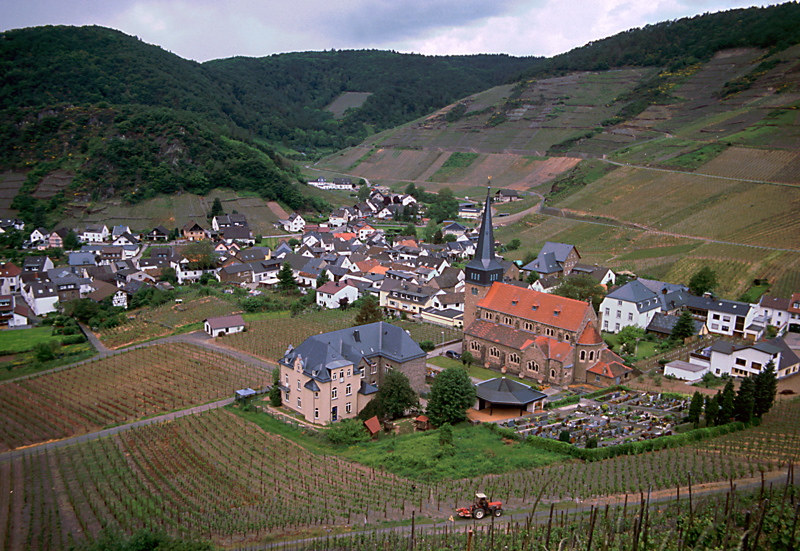
Zicht op het plaatsje Mayschoß vanaf de “Rotweinwanderweg”.

De wijnstreek Ahr is een Duits wijnbouwgebied genoemd naar de gelijknamige rivier Ahr. Met ongeveer 545 hectare aan wijngaarden goed voor een gemiddelde jaarproductie van zo’n 30.000 hectoliter wijn is het een van de kleinste wijnstreken van het land. Ongeveer 87% is rode wijn en 13% witte wijn. In het jaar 2005 was de helft daarvan halfdroog en een derde droog. Het aandeel zoete wijnen lijkt te blijven afnemen.

## Geschiedenis
De eerste documentatie over wijnbouw in dit gebied is de zogenaamde “Prümer Urbar”, een uit 893 stammende eigendombeschrijving van de Abdij van Prüm. Het gebied Ahrweiler moest in de 15e eeuw jaarlijks “30 fuder” aan hun heerser de keurvorst van Keulen leveren. Een fuder was een inhoudsmaat, partij of karrevracht die overigens voor elke streek anders was of berekend werd. Voor vloeistoffen was dat ergens tussen de 800 en 1800 liter.
Pas na de Dertigjarige Oorlog (die in 1648 eindigde) werden er blauwe druiven aangeplant. De eerste wijnen ervan werden overigens net als de witte wijn gemaakt. De schillen liet men tijdens de vinificatie niet meegisten, maar de wijn kreeg toch een wat rozige gloed en werd “Ahrbleichert “ genoemd.

## Bodem en klimaat
Het dal van de Ahr ligt in het noorden van het Rijnland-Palts tussen Altenahr en Bad Neuenahr-Ahrweiler. Het ligt een 30 km ten noorden van de Moezel.
Omdat het zich in hoofdzaak uitstrekt van het westzuidwesten naar het oostnoordoosten, krijgt vooral de linker kant van de rivier de benodigde hoeveelheid uren zonneschijn. De klimatologische omstandigheden van het gebied zijn zo niet echt geschikt voor de teelt van druiven. Er zijn daarom meer microklimatologische aspecten die de wijnbouw hier mogelijk te maken.
- De monding van de Ahr ligt slechts 54 meter boven de zeespiegel en profiteert van het opwarmende effect van de Rijn. Dit effect verdwijnt echter snel door snelle klimming van de rivier. Twaalf kilometer stroomopwaarts ligt de rivier al 100 meter hoger. Bij Altenahr is dat 170 meter.
- Het wijnbouwgebied ligt in de luwte van de Eifel waardoor het minder regen, maar meer zonneschijn ontvangt.
- Doordat het eveneens aan de zuidelijke rand van de Keulse Bocht ligt, tempert ook de Golfstroom het plaatselijke klimaat.
- De orografie van het Ahrdal is in het Devoon diep in het grondgebergte uitgesneden. Met de specifieke eigenschappen van het gesteente en gevormde ruimten, meandert de Ahr – met lussen om de rotsen en door kleine ruimten. Afgeschermd van wind kan de zon de lucht en het gesteente verwarmen.

Het centrum van het Ahrdal met zijn rotsen van grauwacke, leisteen, zand-, slib- en kleisteen, wordt ook wel aangeduid als "Rauhflaser". Algemeen in het gebied worden de hellingen op het zuiden goed door de zon opgewarmd om de opgeslagen warmte weer geleidelijk aan de wijnstokken af te geven. Zo blijft ook ‘s nachts een zekere balans in temperatuur gehandhaafd. Op deze wijze kan de gemiddelde temperatuur van 9,8 graden Celsius vergeleken worden met de andere Duitse wijngebieden.

## Druivenrassen

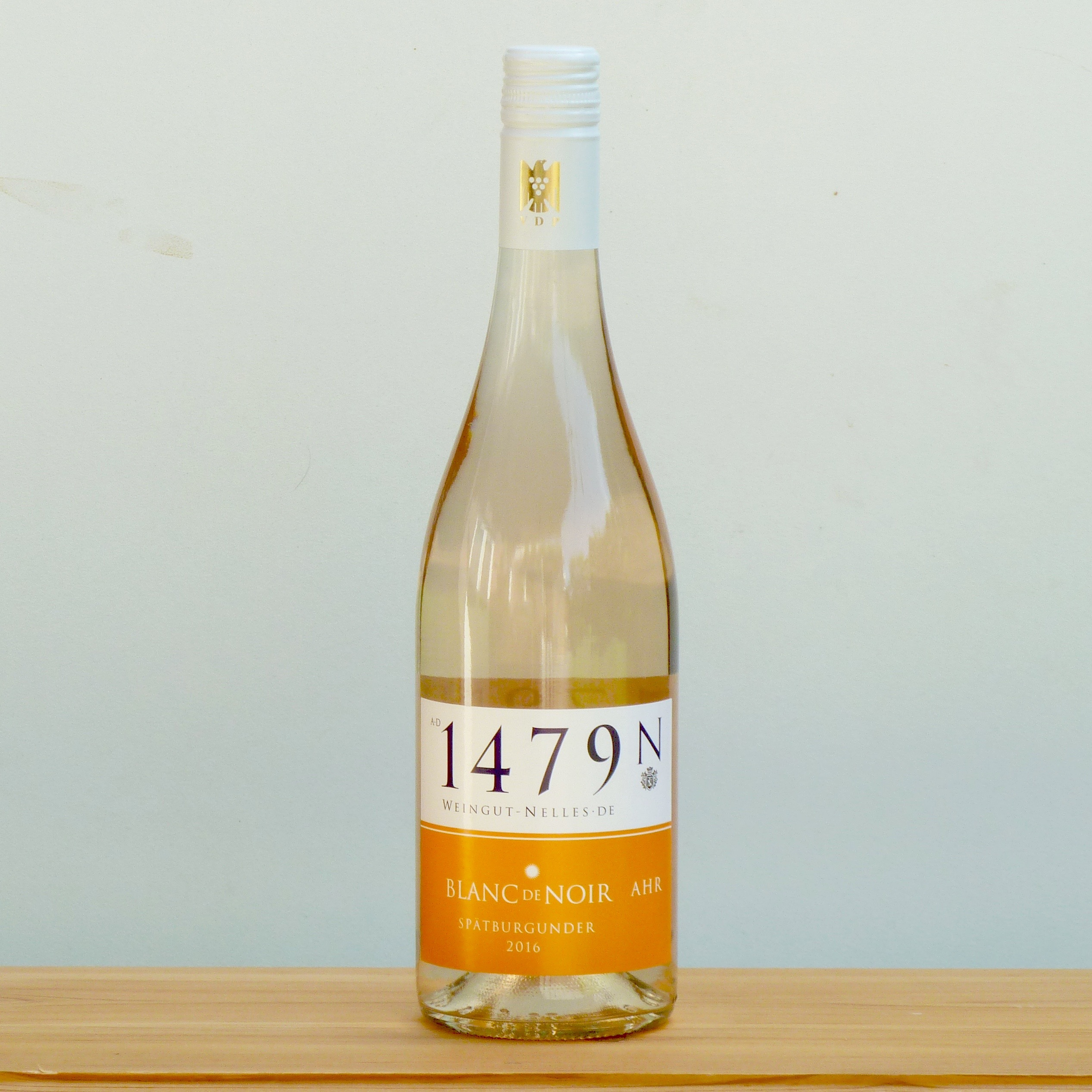
Ahrbleichert.

In het wijngebied Ahr zijn 45 witte en 22 blauwe druivenrassen toegestaan. De Spätburgunder is de belangrijkste druif en heeft de Blauer Portugieser voor een groot deel ontheemd. Ook de Frühburgunder neemt een belangrijke plaats in. Onder andere de Dornfelder en Domina zijn eveneens in opkomst.
De aanplant van witte druivenrassen neemt nog steeds af. Op delen met leisteen en basalt in de bodem doet de Riesling het nog wel goed.

## Bron
- Duits wijninstituut